# Chiesa dei Santi Martino di Tours e Giorgio
La chiesa parrocchiale dei Santi Martino di Tours e Giorgio è un edificio religioso che si trova a Blenio in frazione Ghirone, in Canton Ticino.

## Storia
La costruzione viene citata per la prima volta in documenti storici risalenti al 1215, anche se probabilmente venne eretta diversi secoli prima. Nel 1700 la chiesa venne sostanzialmente modificata, unificando le preesistenti due navate in una navata unica e costruendo un coro poligonale. 

## Descrizione
La chiesa si presenta con una pianta ad unica navata sovrastata da una volta a botte lunettata. Sui fianchi della navata si aprono due cappelle laterali. Sul sagrato una cappella funge da ossario.